# سیاه‌خروس دودی
سیاه‌خروس دودی (نام علمی: Dendragapus fuliginosus) یک گونه از باقرقره‌های جنگلی است که بومی مناطق رشته‌کوه‌های ساحلی اقیانوس آرام در آمریکای شمالی است. ارتباط نزدیکی با باقرقره تیره (Dendragapus obscurus) دارد و این دو قبلاً به عنوان یک گونه واحد، خروس آبی‌رنگ در نظر گرفته می‌شدند.